# Platypontonia
Platypontonia is een geslacht van kreeftachtigen uit de klasse van de Malacostraca (hogere kreeftachtigen).

## Soorten
- Platypontonia brevirostris (Miers, 1884)
- Platypontonia hyotis Hipeau-Jacquotte, 1971